# Бледная песчанка
Бледная песчанка (лат. Gerbillus perpallidus) — вид грызунов из рода карликовых песчанок.

## Внешний вид
Верхняя часть тела и голова покрыты оранжево-серой шерстью. Нижняя часть тела и головы, передние лапы и ореол вокруг глаз — белые. Задние конечности удлинены за счёт дистальных отделов, что определяет склонность песчанок к передвижению на задних ногах, однако специализация у них не достигает той степени, которая характерна для тушканчиков. Лапы покрыты шерстью, что характерно для пустынных песчанок.
Достигает длины 22-27 см и массы 26-49 г.

## Образ жизни
Мало изучена в естественной среде обитания. Ведут сумеречный или ночной образ жизни, в течение дня спят в самостоятельно построенных норах. Норы могут быть от 2 до 3 метров в длину и имеют мягкое гнездо из растений, которое также используется для хранения продовольствия. Не переносят низких температур и могут впадать в оцепенение при понижениях ниже 15 °C. Питание состоит из семян, корней, орехов, трав, иногда насекомых. Приспособлены к экономному расходованию влаги.

## Ареал
Бледная песчанка является эндемиком Египта и распространена в северо-западной части страны, ограниченной небольшим приморским районом к западу от основного русла Нила и в его дельте до впадины Каттара.